# مروماجی
مروماجی (به لاتین: Mromadji) یک منطقهٔ مسکونی در اتحاد قمر است که در آنژوان واقع شده‌است.

## خصوصیات
مروماجی ۱٬۳۴۵ نفر جمعیت دارد.